# Juan Muhlethaler
Juan Francisco Muhlethaler Rodríguez (Las Piedras, 17 de diciembre de 1954) es un exfutbolista uruguayo que jugaba como volante de enganche.

## Trayectoria
Como futbolista juvenil debutó en la quinta división de River Plate, donde jugó un año y medio. Quedó libre y pasó a Montevideo Wanderers, en ese entonces en la Segunda División Profesional. Jugó un año en la quinta especial hasta debutar en primera en 1972, ya con el club ascendido a primera división. En 1975 Wanderers se convirtió en el primer club, sin ser uno de los dos grandes del fútbol uruguayo, en clasificar a la copa Libertadores. Con la dirección de Omar Borrás, además de Muhlethaler, eran titulares Óscar Washington Tabárez, Richard Forlán y Washington Olivera.
Formó parte de la selección uruguaya sub-20 en 1974 y con la selección absoluta entre 1975 y 1977. Disputó las eliminatorias para el mundial de Argentina 1978 al que Uruguay no pudo clasificar.
En 1979 pasó a Peñarol, en ese entonces dirigido por Dino Sani. No pudo tener continuidad pues en su misma posición tenía como competidores a Rubén Paz, Eduardo Pierri y el Ruso Olivera.
Por intermedio de Alberto Spencer pasó al fútbol ecuatoriano para integrar el Técnico Universitario de Ambato en la Copa Libertadores 1981.
Al año siguiente regresó al fútbol uruguayo para jugar en Rampla Juniors y de nuevo fue convocado a la selección mayor de Uruguay.
También jugó en el Cúcuta Deportivo de Colombia, en Fénix de Uruguay durante tres meses y bajo la dirección de Manuel Keosseian y en el Macará de Ecuador. En 1987 volvió al Técnico Universitario de Ambato y en 1988 se retiró en el Deportivo Quevedo.
En 2002 fue ayudante de Gerardo Pelusso en el Macará. Es comentarista de fútbol en una radio de Ambato, donde también tuvo una escuela infantil de fútbol. Vive y trabaja en el sector de bienes raíces en esa ciudad.